# Phytoliriomyza arctica
Phytoliriomyza arctica är en tvåvingeart som först beskrevs av William Lundbeck 1901.  Phytoliriomyza arctica ingår i släktet Phytoliriomyza och familjen minerarflugor. Arten är reproducerande i Sverige. Inga underarter finns listade i Catalogue of Life.